# مكتبة بيردجمان للفنون
مكتبة بريدجمان للفنون (بالإنجليزية: Bridgeman Art Library)‏ واحدة من أضخم وأكبر الأرشيفات الفنية حول العالم، تم تأسيسها عام 1972 على يد الفنان هاريت بريدجمان. وتوجد فروعها في كل من نيويورك · لندن · باريس · برلين. تحتوي المكتبة على عدد كبير من الأعمال الفنية القديمة والحديثة.

## حالياً
مكتبة بريدجمان للفنون أصبحت الآن شركة تمثل المتاحف والمجموعات الفنية والفنانين في جميع أنحاء العالم من خلال توفير مصدر مركزي للفنون الجميلة. هدف الشركة هو جعل هذه الصور متاحة للمستخدمين على أساس تجاري، وقد تم تصنيف كل واحدة مع صورة كاملة مرفقة مع بياناتها ومرقمة لتبسيط عملية البحث. يتم توفير خدمة البحوث الكاملة أيضاً حيث الباحثين الخبراء يمكنهم اختيار الصور لمتطلبات العملاء.
بالإضافة إلى الفنون الجميلة، تتميز التصاميم والتحف، والخرائط، والهندسة المعمارية والأثاث والزجاج والسيراميك والمصنوعات اليدوية الأنثروبولوجية والعديد من وسائل الإعلام الأخرى في المجموعة.
كما يوفر للعملاء ترخيص للنسخ وتقدم المشورة بشأن كيفية مسح المؤلف الفنان، إذا كان هناك حاجة إذن إضافية. تلقي أصحاب حقوق التأليف والنشر الأجر في شكل نصف رسوم الاستنساخ تدفع من قبل الزبون .
بالإضافة إلى توريد الصور للمستهلكين، ويعمل بيردجمان مع أصحاب حق المؤلف لخلق نسخ عالية الجودة من أعمال الفنانين باستخدام أحدث تكنولوجيا التصوير . ويمكن طلب هذه النسخ من خلال مختلف المواقع على شبكة الإنترنت وتطبيقات مثل هيئة الفن .
يتم إضافة أكثر من 500 صور جديدة إلى الأرشيف بيردجمان كل أسبوع. المتاحف ممثلة في الأرشيف هي :المتحف البريطاني، والمكتبة البريطانية، والوطنية فنية من اسكتلندا والسويد وجنوب أفريقيا، و كونستهالي هامبورغ؛ ومؤسسة بارنز .

## قضيتها ضد شركة كوريل
في عام 1999 خسرت المكتبة قضيتها الشهيرة ضد شركة كوريل بشأن استخدام صورة لعمل فني في أعمالها بشكل اعتقدت انه غير قانوني . ولكن المحكمة قالت بأن الأعمال الفنية لا تكتسب حقوق نشر لانها ناتجة عن تصوير أو نسخ لعمل فني اخر مما يجعلها عمل مشتق وليس عمل ابداعي .